# Псурский Хутор
Псу́рский Ху́тор — деревня в Дятьковском районе Брянской области, в составе Дятьковского городского поселения. Расположена в северной части района, в 4 км к юго-западу от деревни Псурь, в 2 км к югу от железнодорожной платформы Верещёвка. Население — 1 человек (2010).
Упоминается с начала XX века в составе Улемльской волости Жиздринского уезда (Калужской, с 1920 Брянской губернии). С 1922 в Дятьковской волости Бежицкого уезда, Дятьковском районе (с 1929). До 1930-х гг. и в 1967—2005 гг. входила в Псурский сельсовет; с 1930-х гг. по 1959 в Верещовском сельсовете, в 1959—1967 в Большежуковском.
| Годы      | 1913 | 1926 | 1979 | 1989 | 1999 | 2002 | 2010 |
| --------- | ---- | ---- | ---- | ---- | ---- | ---- | ---- |
| Население | 258  | 282  | 41   | 18   | 11   | 5    | 1    |